# Aulonocnemis sellata
Aulonocnemis sellata är en skalbaggsart som beskrevs av Ludwig Wilhelm Schaufuss 1890. Aulonocnemis sellata ingår i släktet Aulonocnemis och familjen Aulonocnemidae. Inga underarter finns listade.